# Masse du sautier de Genève
La masse du sautier, un bâton porté par le sautier, symbolise le pouvoir de la République et canton de Genève, en Suisse.
La première masse apparaît en 1568. En 1842, le port de la masse par le sautier est supprimé, mais Gustave Ador le rétablit en 1891. Depuis 1915, elle est présente lors de chaque défilé, cortège et cérémonie officielle du Grand Conseil ou du Conseil d'État genevois.

## Sautier
La fonction de sautier est l'une des plus anciennes de la République, puisqu'elle est mentionnée pour la première fois dans un texte en 1483.
Dès le XVe siècle, la ville de Genève compte au moins 16 guets, des gardes semblables à la police actuelle, qui patrouillent, notamment la nuit (d'où leur nom). Ces gardes sont sous les ordres du gros sautier, qui réside à la Maison de la Ville, agissant comme une sorte de concierge. Il exerce de nombreuses fonctions qui varient au fil du temps. Il assiste aux séances du Conseil, transmet les ordres ou messages des autorités, convoque les habitants appelés par le Conseil, garde les prisonniers détenus dans la Maison de la Ville, procède à des saisies, estime les objets donnés comme gage, gère le chauffage et le stock de bois, etc. Il porte la livrée de la Ville jusqu'en 1568, année où l'on préfère lui attribuer une « petite gaule noire », symbole de son office.
Aujourd'hui, dans le canton de Genève, le sautier de la République exerce les fonctions de secrétaire général du Grand Conseil et fait office d'organe de liaison entre celui-ci et le Conseil d'État. Dans les cortèges officiels, c'est lui qui porte la masse.

## Utilisation

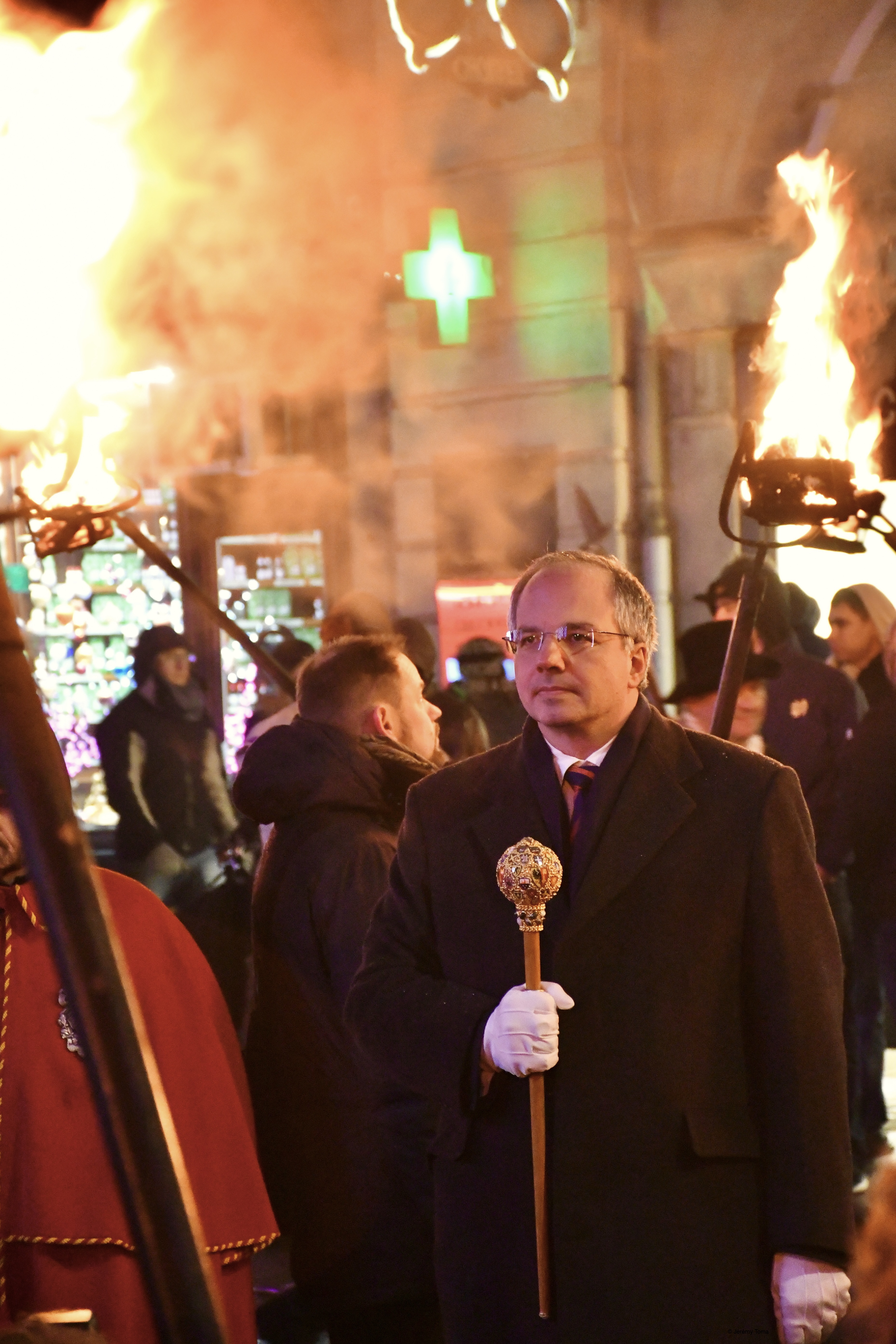
Laurent Koelliker, actuel Sautier, portant la masse lors de la célébration de l'Escalade en 2017.

Depuis 1915, la masse est utilisée lors de chaque défilé, cortège et cérémonie officielle du Grand Conseil ou du Conseil d'État genevois.

## Différentes masses
Au total, depuis 1568, six masses se sont succédé :

### Première masse
La première masse est introduite en 1568.

### Deuxième masse
La deuxième masse aurait été utilisée vers le XVIIe siècle.

### Troisième masse
La troisième masse est utilisée pendant le XVIIIe siècle. Celle-ci porte les symboles d'une oreille, d'un œil ouvert et d'une main écrivant.

### Quatrième masse

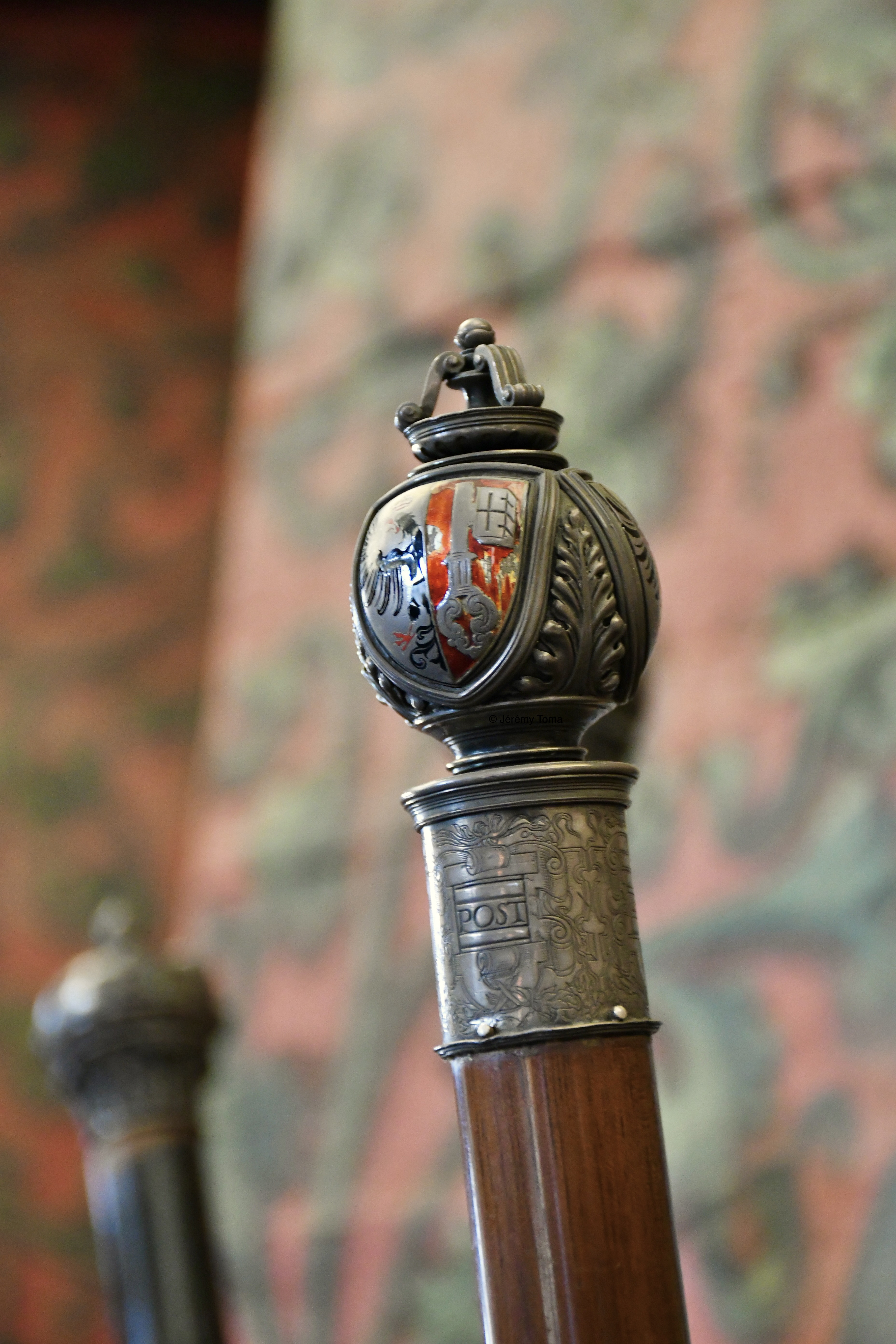
La quatrième masse.

La quatrième masse est utilisée jusqu'en 1842, date à laquelle le port de la masse par le sautier est supprimé par le Conseil d'État.

### Cinquième masse
La cinquième masse est utilisée dès 1891, lorsque Gustave Ador, alors Conseiller d'État, décide de réintroduire cette tradition à l'occasion du 600ᵉ anniversaire de la Confédération suisse. Offerte par Gustave Ador lui-même, cette masse représente les deux symboles du drapeau genevois : l'aigle tenant dans ses griffes la clé de Saint Pierre au-dessus d'une sphère de couleur azur. Elle est actuellement exposée dans la salle du Conseil d'État.

### Sixième masse

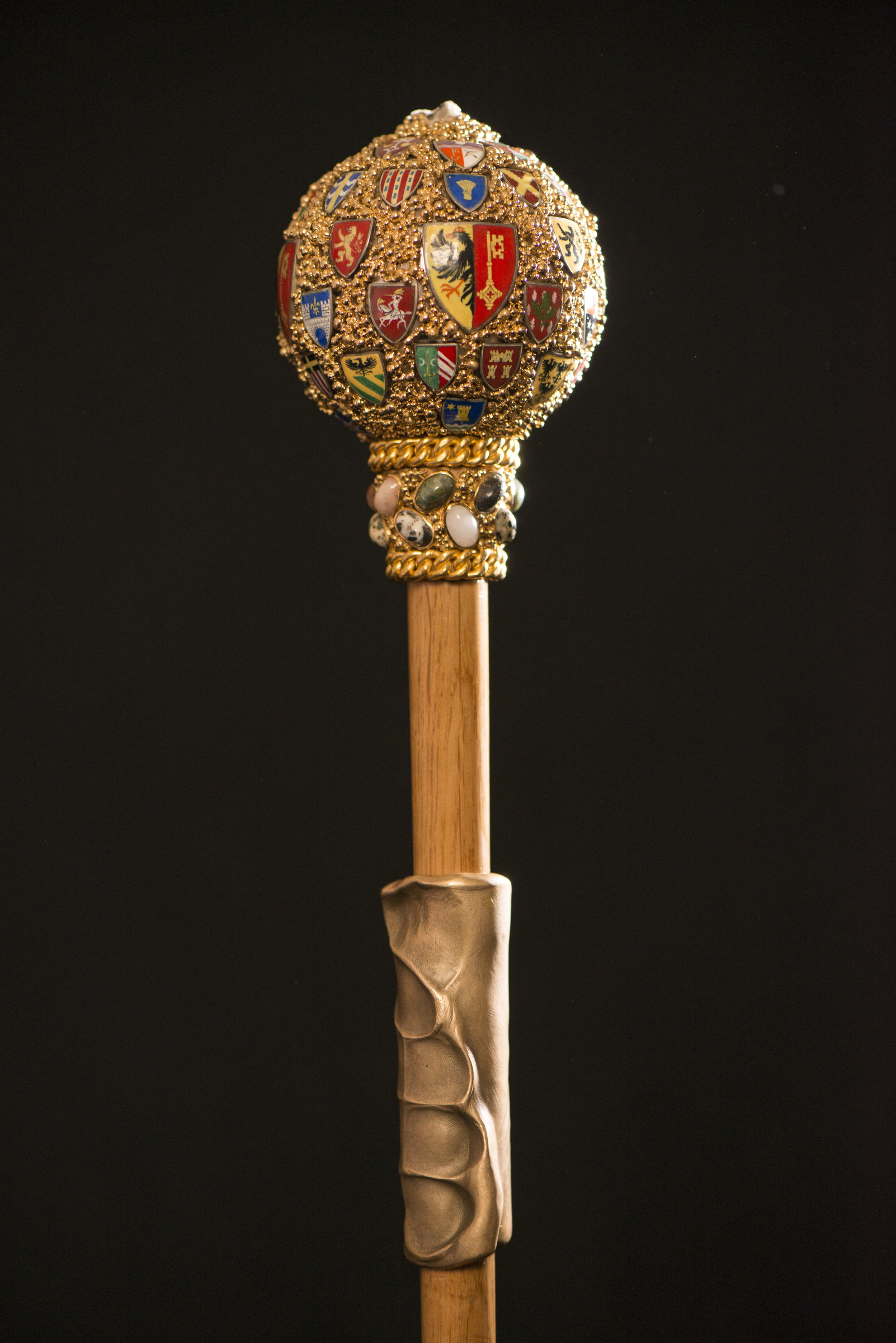
La sixième masse.

La sixième masse est celle utilisée actuellement. Datant de 1999, elle est offerte et décorée par le joaillier Gilbert Albert. Le fût est en chêne, symbolisant « force et longévité ». À l’extrémité inférieure, serti dans l’or, se trouve un éclat de granit provenant d’une des pierres du Niton (pierres servant de référence altimétrique en Suisse). À l’extrémité supérieure, un éclat de granit, rapporté du Mont-Blanc le 3 août 1787 par Horace-Bénédict de Saussure, est posé.
À la base de la sphère, quatorze cabochons, provenant de cailloux des quatorze cours d'eau genevois (l'Aire, l'Allondon, l'Arve, la Drize, le Foron, l'Hermance, la Laire, le Marquet-Gobé-Vengeron, le Nant d'Avril, le Rhône, la Seymaz, la Versoix et deux autres), ont été placés. La sphère elle-même évoque la géographie politique et la population du canton : l'artisan y a serti dans l’or les 45 écussons en émail des 45 communes genevoises actuelles, ainsi que ceux des trois anciennes communes des Eaux-Vives, de Plainpalais et du Petit-Saconnex, qui ont fusionné avec la Ville de Genève le 1er janvier 1931,.

## Culture
Depuis le 1er avril 1987, une ruelle est dénommée Ruelle du Sautier par le Conseil d'État. Celle-ci se situe entre la Grand-Rue et la Rue Saint-Germain, à proximité de l'église homonyme. Réputée comme étant la ruelle la plus petite de Genève, elle mesure deux mètres de largeur et douze mètres de longueur.